# Real hospital de Santiago de Montouto

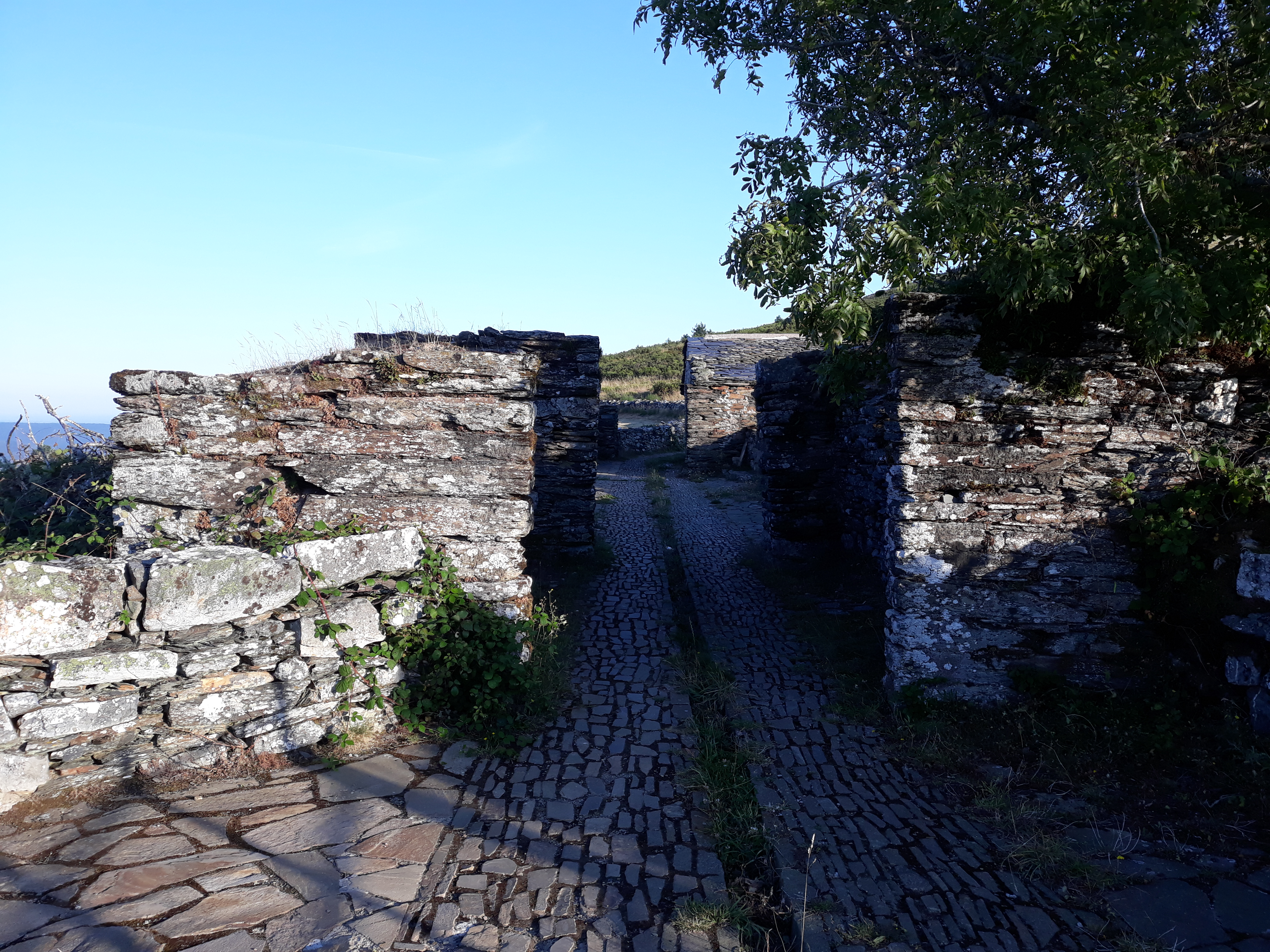
Ruinas del hospital

El real hospital de Santiago de Montouto, era un antiguo albergue de peregrinos, situado en las inmediaciones de Fonsagrada (Lugo), a las afueras de la aldea de Montouto.

## Historia
Fue fundado en el 1357 por orden del rey Pedro I de Castilla. El albergue dejó de usarse como tal y se abandonó a mediados del siglo XX.
La localización del hospital varió con el paso de los siglos desplazándose de su emplazamiento original, en 1698 bajo el reinado de Carlos II, cerca del menhir de Peña Labrada a su situación actual al lado del Dolmen de Montouto. Todavía es posible encontrar algún cazador de reliquias en las inmediaciones del hospital viejo buscando (saqueando) restos arqueológicos como monedas antiguas de metales preciosos. Aunque no se ha encontrado documentación que justifique la nueva ubicación, parece que se trató de mover el antiguo a un emplazamiento nuevo que unen las dos variantes del "Camino primitivo", el que viene de la Puebla de Burón y el que viene de El Padrón. En la ubicación original sólo daba servicio al primero, que fue perdiendo popularidad ya que el segundo camino fue abierto a posteriori y era más corto y frecuentado.
El hospital era el primero en Galicia, en la ruta jacobea entrando por el denominado "Camino primitivo".
Desde la década de 1990 se ha establecido la costumbre de realizar una fiesta en el día del patrón a los pies del recinto nuevo, junto a una ermita que se construyó también en la década de 1990. El edificio del antiguo hospital está escondido en un bosque de pinos y son pocos los que conocen su ubicación exacta, ya que apenas parece quedar un pequeño lienzo, si bien una cata arqueológica podría ofrecer más información.

## Características
Es un hospital de piedra con varias estancias, dispone de fuente.
El hospital se empleza a poquísimos metros de un monumento megalítico, que se ha venido utilizado modernamente como un limitador administrativo de aldeas, pero se cree que pudo haber sido o un enterramiento o un hito en el camino a través de la sierra para los antiguos viandantes.

## Uso
Los vecinos del lugar recuerdan que el hospital aún disponía de un hospitalero a mitad del siglo XX, que residía sin vivir alquiler bajo la obligación de dar hospitalidad a los peregrinos. No hay constancia del año exacto de clausura, si bien cuando se instaura la romería de Santiago se le hace una restauración de mantenimiento para evitar la ruina total, lo que hace pensar que el hospital pudo quedar en desuso poco después de la guerra civil española.

## Mitos
Se cuenta que La Bella Otero, cuando aún era una niña y fue violada, fue atendida en ese hospital y duró varios meses en recuperación internada allí.